# والز (میسیسیپی)
والز (به انگلیسی: Walls) شهرکی در ایالت میسیسیپی کشور ایالات متحده آمریکا است که جمعیت آن در سرشماری سال ۲۰۱۰ میلادی، ۱٬۱۶۲
نفر بوده‌است.